# Canton de Montesquiou
Pour les articles homonymes, voir Montesquiou.
Le canton de Montesquiou est une ancienne division administrative française située dans le département du Gers et la région Midi-Pyrénées.

## Géographie
Ce canton était organisé autour de Montesquiou dans l'arrondissement de Mirande.

## Composition
Le canton de Montesquiou regroupait dix-sept communes et comptait 2 885 habitants (population municipale) au 1er janvier 2012.
| Communes            | Population (2012) | Code postal | Code Insee |
| ------------------- | ----------------- | ----------- | ---------- |
| Armous-et-Cau       | 90                | 32230       | 32009      |
| Bars                | 139               | 32300       | 32030      |
| Bassoues            | 376               | 32320       | 32032      |
| Castelnau-d'Anglès  | 90                | 32320       | 32077      |
| Courties            | 49                | 32230       | 32111      |
| Estipouy            | 193               | 32300       | 32128      |
| Gazax-et-Baccarisse | 99                | 32230       | 32144      |
| L'Isle-de-Noé       | 443               | 32300       | 32159      |
| Louslitges          | 84                | 32230       | 32217      |
| Mascaras            | 52                | 32230       | 32240      |
| Monclar-sur-Losse   | 102               | 32300       | 32265      |
| Montesquiou         | 570               | 32320       | 32285      |
| Mouchès             | 73                | 32300       | 32293      |
| Peyrusse-Grande     | 210               | 32320       | 32315      |
| Peyrusse-Vieille    | 78                | 32230       | 32317      |
| Pouylebon           | 155               | 32320       | 32326      |
| Saint-Christaud     | 90                | 32320       | 32367      |

## Géographie
Ce canton est organisé autour de Montesquiou dans l'arrondissement de Mirande. Son altitude varie de 125 m (L'Isle-de-Noé) à 291 m (Saint-Christaud) pour une altitude moyenne de 225 m.

## Administration

### Conseillers généraux de 1833 à 2015
| Période | Période           | Identité                                              | Étiquette          | Qualité |
| ------- | ----------------- | ----------------------------------------------------- | ------------------ | --- |
| 1833    | 1836              | Comte Louis-Pantaléon-Jude-Amédée de Noé (1777-1858), |                    | Pair de France Propriétaire à L'Isle-de-Noé                                                                                                  |
| 1836    | 1852              | Raymond Lacave-Laplagne -Barris                       |                    | Président de chambre à la Cour de Cassation Pair de France, sénateur                                                                         |
| 1852    | 1870              | Louis Pierre Osmin Dasté                              |                    | Juge au Tribunal civil de Mirande, juge de paix                                                                                              |
| 1870    | 1871              | Amand de Thézan Saint-Christaud                       | Conservateur       | Maire de Saint-Christaud |
| 1871    | 1880              | Adrien Terrail                                        | Républicain        | Avocat à Mirande |
| 1880    | 1892              | Amand de Thézan Saint-Christaud                       | Conservateur       | Maire de Saint-Christaud |
| 1892    | 1893 (annulation) | Paul Decker-David                                     | Républicain        | Ingénieur, directeur de la ferme-école de la Hourre Conseiller municipal d'Auch Député (1893-1910) - Sénateur (1912-1918)                    |
| 1893    | 1898              | Paul Destieux-Junca                                   | Républicain        | Journaliste - Sénateur (1896-1920) Maire d'Auch (1900-1903)                                                                                  |
| 1898    | 1903 (décès)      | Marie-Charles-Amand de Thézan Saint-Christaud         | Conservateur       | Propriétaire du château de Saint-Christaud                                                                                                   |
| 1903    | 1904              | Joseph Noulens                                        | Rad.               | Avocat, maître des requêtes au Conseil d'État Propriétaire à Sosbets Député (1902-1919) - Sénateur (1920-1924) Ministre (entre 1910 et 1920) |
| 1904    | 1910              | Joseph Laplagne-Barris                                | Conservateur       | Maire de Montesquiou (1904-1919) |
| 1910    | 1919              | Jean-Paul Gracien Dousset                             | Rad.               | Notaire à Bassoues |
| 1919    | 1940              | Achille Bazillac                                      | Rad.               | Professeur agrégé au lycée de Pau Nommé conseiller départemental en 1943                                                                     |
|         |                   |                                                       |                    | |
| 1945    | 1951              | Abel Bouan                                            | SFIO puis PCF      | Cultivateur Maire de Louslitges |
| 1951    | 1957 (décès)      | Abel Gardey                                           | Rad.               | Député (1914-1919 Sénateur (1924-1941) Ministre (1932-1933)                                                                                  |
| 1958    | 1982              | Marc Lasbennes                                        | Rad. puis UDF-Rad. | Huissier, maire de Bassoues |
| 1982    | 1994              | Robert Perrussan                                      | PS                 | Conseiller régional Maire de Montesquiou (1983-2014)                                                                                         |
| 1994    | 2001              | Roland Sordes                                         | RPR                | Entrepreneur à Beaumarchés |
| 2001    | 2015              | Robert Perrussan                                      | PS                 | Maire de Montesquiou |

### Conseillers d'arrondissement (de 1833 à 1940)
| Période                                  | Période          | Identité                           | Étiquette   | Qualité |
| ---------------------------------------- | ---------------- | ---------------------------------- | ----------- | --- |
| 1833                                     | 1839             | Aristide Sydney Liesta (1793-1885) |             | Procureur du Roi à Mirande                                                                                  |
| 1839                                     | 1848             | Abel Laurens                       |             | Substitut du Procureur du Roi à Mirande                                                                     |
|                                          |                  |                                    |             | |
| 1880                                     |                  | M. d'Argagnon                      | Droite      | |
|                                          |                  |                                    |             | |
| 1901                                     | 1902 (démission) | Jean-Baptiste Dupont (1856-1926)   | Républicain | Vétérinaire, adjoint au maire de Bassoues                                                                   |
|                                          |                  |                                    |             | |
| av.1907                                  |                  | Maurice Treille                    |             | Médecin à Bassoues                                                                                          |
|                                          |                  |                                    |             | |
| 1925                                     |                  | M. Destampes                       | Radical     | |
|                                          | 1940             | Arsène Allonneau (1891-1975)       | Radical     | Agriculteur à Louslitges                                                                                    |
| 1940                                     |                  |                                    |             | Les conseils d'arrondissement ont été suspendus par la loi du 12 octobre 1940 et n'ont jamais été réactivés |
| Les données manquantes sont à compléter. |                  |                                    |             | |

## Démographie
| 1962  | 1968  | 1975  | 1982  | 1990  | 1999  | 2006  | 2011  | 2012  |
| ----- | ----- | ----- | ----- | ----- | ----- | ----- | ----- | ----- |
| 4 025 | 3 711 | 3 365 | 3 261 | 3 108 | 2 893 | 2 964 | 2 916 | 2 885 |